# Asteronotus
Asteronotus is een geslacht van weekdieren uit de klasse van de Gastropoda (slakken).

## Soorten
- Asteronotus cespitosus (van Hasselt, 1824)
- Asteronotus hepaticus (Abraham, 1877)
- Asteronotus mabilla (Abraham, 1877)
- Asteronotus mimeticus Gosliner & Valdés, 2002
- Asteronotus raripilosus (Abraham, 1877)
- Asteronotus spongicolus Gosliner & Valdés, 2002